# Геруцкий, Пётр Викторович
Геруцкий Пётр Викторович (1889, Витебск — 1943, Урал) — политический деятель, революционер, организатор трудового движения на Криворожье.

## Биография
Родился в 1889 году в Витебске в семье рабочего.
В 1901 году пошёл работать на строительство железнодорожного моста, потом — учеником слесаря в паровозное депо. Работал в депо Рижской железной дороги.
В 1908 году переехал в Кривой Рог, начал работать на Ингулецком руднике. Участвовал в Первой мировой войне. В 1914 году из Кривого Рога был призван в царскую армию и отправлен на фронт. Демобилизовался в марте 1917 году. Вернулся в Кривой Рог, работал на Ингулецком руднике. Включился в работу большевистской организации — принимал активное участие в подготовке и проведении 9 января 1918 года вооружённого восстания против Центральной рады, разоружал петлюровцев. В январе 1918 года был избран председателем Криворожского совета рабочих, крестьянских и солдатских депутатов.
Организатор отрядов Красной гвардии, один из организаторов 1-го Криворожского революционного полка. Участник обороны Кривого Рога и Царицына.
В 1920-х годах — комиссар местечка Невель. После Гражданской войны поселился в Витебске. До 1941 года работал машинистом паровоза станции Витебск, с 1941 года — машинист паровоза в эвакуации на Урале.
Умер в 1943 году на Урале.

## Память
- Именем была названа улица в Кривом Роге[2][3];
- В октябре 1974 года была установлена памятная доска в Кривом Роге[4][5].